# Цветко Тасев
Вижте пояснителната страница за други личности с името Тасев.
Цветан (Цветко) Тасев (изписване до 1945 година: Цвѣтко Тасевъ) е български революционер, битолски войвода на Вътрешната македоно-одринска революционна организация.

## Биография
Цветко Тасев е роден в охридското село Ташмарунища, тогава в Османската империя. Присъединява се към ВМОРО и става войвода на селската чета от родното си село. През Илинденско-Преображенското въстание дава сражения на 23 юли при Ташмарунища и в местността Горица, край Сливово, на 2 август. През 1904 година е войвода в Битолско и на 5 юли води сражение с турски аскер край село Тепавци. През 1906 година е четник при Милош Павлов, заедно загиват на 6 март 1906 година в Нерези.